# Cagliostro in Wien
Pour les articles homonymes, voir Cagliostro (homonymie).
 (novembre 2023).
Si vous disposez d'ouvrages ou d'articles de référence ou si vous connaissez des sites web de qualité traitant du thème abordé ici, merci de compléter l'article en donnant les références utiles à sa vérifiabilité et en les liant à la section « Notes et références ».
Cagliostro in Wien (Cagliostro à Vienne) est une opérette en trois actes de Johann Strauss II. Le livret est de Camillo Walzel et Richard Genée, qui contribue également au développement musical. L'œuvre est créée le 27 février 1875 au Theater an der Wien de Vienne.
Personnages
- L'impératrice Marie-Thérèse
- Marie-Louise de Bourbon-Parme, infante d'Espagne
- Baron Sebastian Schnucki, commissaire impérial à la morale
- Le comte Alessandro Cagliostro,aventurier et artiste au noir
- Lorenza, une chanteuse de rue italienne
- Feri von Lieven, lieutenant
- Frau Adami
- Annemarie, sa nièce
- Teiglein, confidente d'Annemarie
- Blasoni, Beppo et Barberino, assistants de Cagliostro
- Severin, propriétaire du stand d'exposition
- Le maréchal

## Synopsis

### Le premier acte
En 1765, l'aventurier italien Cagliostro se rend à Vienne pour une mission secrète. À la demande de hauts responsables politiques français, il doit empêcher les fiançailles imminentes de l'archiduc autrichien Léopold avec l'héritière espagnole du trône, Marie Louise. Avec l'aide de la chanteuse de rue Lorenza, qui est sa servante, Cagliostro parvient à gagner les faveurs du commissaire impérial aux mœurs, le baron Sebastian Schnucki, censé servir de clé pour une audience avec l'impératrice Marie-Thérèse. Mais le baron est en proie à d'autres soucis : il a promis il y a quelques années d'épouser la bourgeoise Adami et elle le presse  de tenir enfin sa promesse. La nièce de Mme Adami, Annemarie, aimerait quant à elle être conduite à l'autel par le lieutenant Feri von Lieven, mais sa riche tante ne veut pas fournir pas l'argent nécessaire pour cela.

### Deuxième acte
Cagliostro réussit à être admis au château de Schönbrunn. Il y cherche d'abord l'infante. Grâce à ses pouvoirs hypnotiques, il l'influence pour qu'elle écrive une lettre à l'Impératrice lui demandant de renoncer aux fiançailles. La lettre est détournée et finit entre les mains du baron Schnucki et du lieutenant Feri. Ce dernier soupçonne immédiatement Cagliostro d'être impliqué dans l'affaire. Cependant, l'aventurier parvient à éviter d'être arrêté en se rendant auprès de l'impératrice et en la convainquant qu'il a trouvé un moyen de transformer n'importe quel métal bon marché en or. L'artiste noir a ainsi enroulé la crédule impératrice autour de son petit doigt. Lorsque le lieutenant Feri essaie de lui expliquer les choses, elle ne croit pas un mot de ce qu'il dit.

### Troisième acte
Mais il ne faut pas longtemps avant que Cagliostro voit ses espoirs s'envoler. Il apprend par sa petite amie Lorenza que son assistant Blasoni a quitté son emploi. Tous les documents secrets ont disparu avec lui. Blasoni, déçu, le transmet au lieutenant Feri, qui peut désormais prouver que ses soupçons sont justifiés. Maintenant, la vérité apparait aux yeux de l'Impératrice. Elle promet la liberté à l'aventurier arrêté s'il libère l'infante de son hypnose. Cagliostro n’est que trop heureux de le faire. Dès qu'il libère la princesse de son envoûtement, il quitte Vienne au plus vite : avec un ballon à la main.
Petit à petit, les problèmes amoureux de Mme Adami et de sa nièce se résolvent. Maria Theresia demande finalement au baron Schnucki de respecter ses vœux de mariage. Il veut à contrecœur se soumettre à la demande ; Mais à son grand soulagement, Mme Adami   trouve quelqu'un de mieux : le pâtissier de la cour Teiglein, le tuteur de sa nièce. Son amour soudain pour cet homme la rend également plus généreuse en matière d'argent. Elle fournit désormais volontiers une caution à Feri. A la fin de l'opérette, deux couples sont ainsi heureux.

## Histoire et musique
Le Cagliostro de Strauss connaît le destin inverse de celui de sa Fledermaus : s'il échoue à la première mais lui apporta plus tard son plus grand triomphe, Cagliostro est d'abord un immense succès, mais perd ensuite la faveur du public. (Le succès initial est probablement dû notamment au fait que deux de?rôles sont tenus par les favoris du public, Marie Geistinger et Alexander Girardi). À la longue, il est évident que la substance musicale est moindre que celle de Fledermaus, créée l'année précédente, et que le livret présente également des lacunes. Des tentatives ultérieures sont faites pour sauvegarder l'œuvre pour la scène grâce à diverses adaptations. Celle de 1941 par Karl Tutein et Gustav Quedenfeldt s'avère être la plus réussie. Les éléments suivants sont mis en avant comme moments forts musicaux :
- Zigeunerkind, wie glänzt dein Haar (Enfant gitan, comme tes cheveux sont brillants)
- Die Rose erblüht, wenn die Sonne sie küsst (La rose fleurit quand le soleil l'embrasse)
- Könnt ich mit Ihnen fliegen durchs Leben (Pourrais-je traverser la vie avec toi) , valse de Cagliostro
- Hoch Österreich (Haute Autriche), marche
- Bitte schön, bitte schön, o mach' uns jung, mach' uns schön, wir bitten schön (S'il te plaît, s'il te plaît, oh rends-nous jeunes, rends-nous beaux, nous le demandons gentiment)

## Postérité
- Strauss utilise des extraits de cette opérette pour plusieurs pièces de concert :
  - Cagliostro-Quadrille, op. 369 (1875)
  - Cagliostro-Walzer, op. 370 (1875)
  - Hoch Österreich!, op. 371 (1875)
  - Bitte schön, op. 372 (1875), polka
  - Auf der Jagd, op. 373 (1875), polka rapide
  - Licht und Schatten, op. 374 (1875), polka

- L'arrangement de l'opérette par Erich Korngold est créé à Vienne le 13 avril 1927.
- L'Ouverture est jouée lors du célèbre concert du nouvel an à Vienne : en 1946 (Josef Krips), 1967, 1969 et 1977 (Willi Boskovsky).